# Aboën
Aboën [abwɛ̃] est une commune française située dans le département de la Loire en région Auvergne-Rhône-Alpes.

## Géographie
Aboën est située à 32 km de Saint-Étienne.
La superficie de la commune est de 8,96 km2 ; son altitude varie de 594  à   771 mètres.
|                        | Périgneux            |                           |
| Saint-Nizier-de-Fornas | Aboën                | Saint-Maurice-en-Gourgois |
|                        | Rozier-Côtes-d'Aurec |                           |

### Climat
Pour des articles plus généraux, voir Climat d'Auvergne-Rhône-Alpes et Climat de la Loire.
En 2010, le climat de la commune est de type climat des marges montargnardes, selon une étude du Centre national de la recherche scientifique s'appuyant sur une série de données couvrant la période 1971-2000. En 2020, Météo-France publie une typologie des climats de la France métropolitaine dans laquelle la commune est exposée à un climat de montagne ou de marges de montagne et est dans la région climatique Nord-est du Massif Central, caractérisée par une pluviométrie annuelle de 800 à 1 200 mm, bien répartie dans l’année.
Pour la période 1971-2000, la température annuelle moyenne est de 9,4 °C, avec une amplitude thermique annuelle de 16,3 °C. Le cumul annuel moyen de précipitations est de 812 mm, avec 8,7 jours de précipitations en janvier et 6,7 jours en juillet. Pour la période 1991-2020, la température moyenne annuelle observée sur la station météorologique de Météo-France la plus proche, « Saint-Bonnet-le-Chateau_sapc », sur la commune de Saint-Bonnet-le-Château à 5 km à vol d'oiseau, est de 10,1 °C et le cumul annuel moyen de précipitations est de 851,5 mm,. Pour l'avenir, les paramètres climatiques de la commune estimés pour 2050 selon différents scénarios d'émission de gaz à effet de serre sont consultables sur un site dédié publié par Météo-France en novembre 2022.

## Urbanisme

### Typologie
Au 1er janvier 2024, Aboën est catégorisée commune rurale à habitat dispersé, selon la nouvelle grille communale de densité à sept niveaux définie par l'Insee en 2022.
Elle est située hors unité urbaine. Par ailleurs la commune fait partie de l'aire d'attraction de Saint-Étienne, dont elle est une commune de la couronne,. Cette aire, qui regroupe 105 communes, est catégorisée dans les aires de 200 000 à moins de 700 000 habitants,.

### Occupation des sols
L'occupation des sols de la commune, telle qu'elle ressort de la base de données européenne d’occupation biophysique des sols Corine Land Cover (CLC), est marquée par l'importance des territoires agricoles (52,1 % en 2018), une proportion identique à celle de 1990 (52,1 %). La répartition détaillée en 2018 est la suivante : 
forêts (47,9 %), prairies (34,9 %), zones agricoles hétérogènes (17,2 %). L'évolution de l’occupation des sols de la commune et de ses infrastructures peut être observée sur les différentes représentations cartographiques du territoire : la carte de Cassini (XVIIIe siècle), la carte d'état-major (1820-1866) et les cartes ou photos aériennes de l'IGN pour la période actuelle (1950 à aujourd'hui).

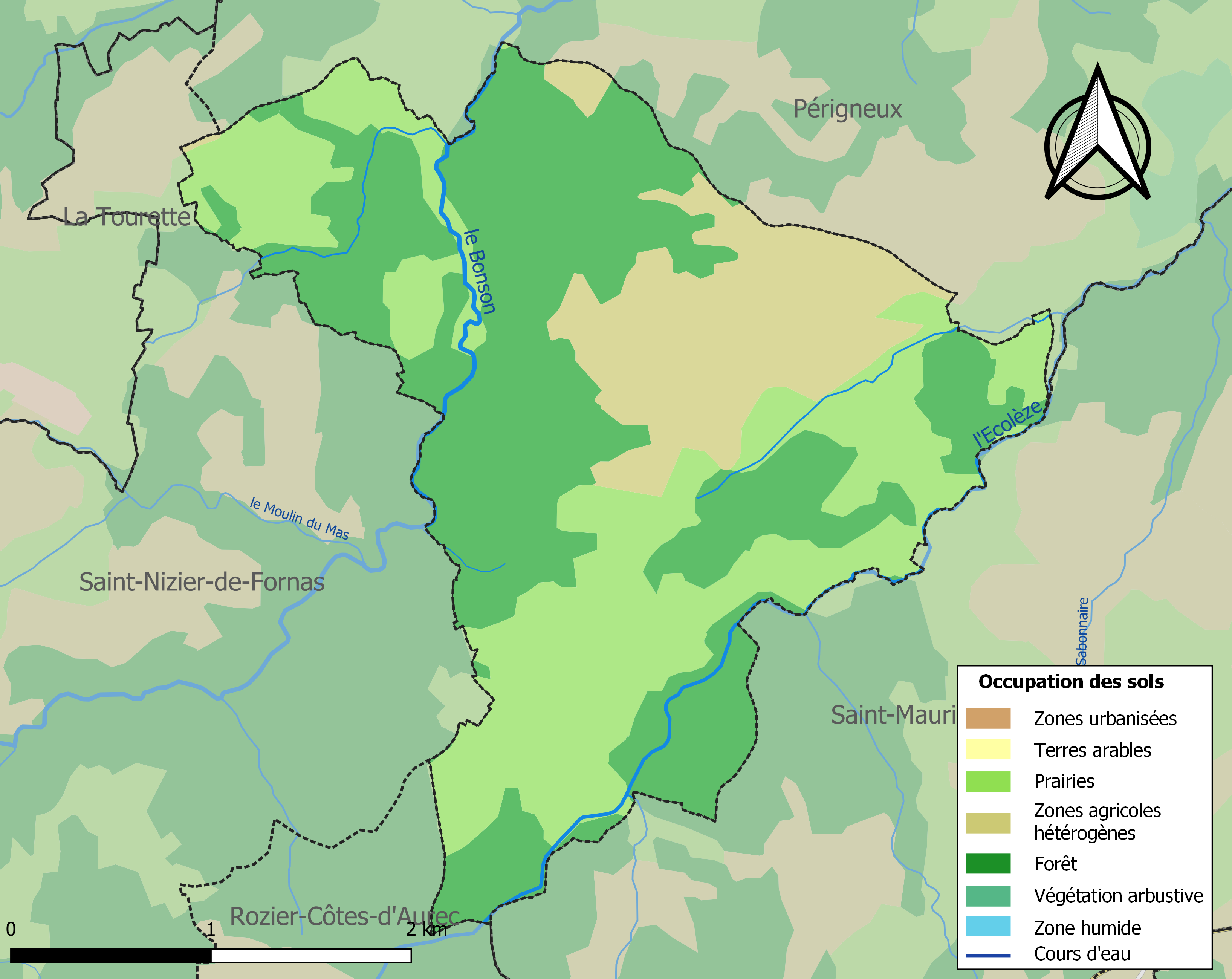
Carte des infrastructures et de l'occupation des sols de la commune en 2018 (CLC).

## Toponymie
Le nom de la localité est attesté sous la forme Aboen en 1279.
Il semble qu'Aboën tire son toponyme de l'anthroponyme d'origine germanique Aboinus.

## Politique et administration

### Tendances politiques et résultats
Lors des élections européennes de 2019, le taux de participation d'Aboën est supérieur à la moyenne (57,67 % contre 50,12 % au niveau national). La liste du Rassemblement national arrive en tête avec 31,69 % des suffrages, contre 23,31 % au niveau national. La liste de la République en Marche obtient 15,85 % des voix, contre 22,41 % au niveau national. La liste d'Europe Écologie Les Verts réalise un score de 15,3 % des votes, contre 13,48 % au niveau national. La liste des Républicains fait un score de 8,20 % des suffrages, contre 8,48 % au niveau national. La liste de la France Insoumise et celle de Debout La France arrivent ex aequo, avec 6,01 % des voix, contre respectivement 6,31 % et 3,51 % au niveau national. Les autres listes obtiennent des scores inférieurs à 5 %.

#### Élections présidentielles
- Les élections de 2002 :
  - Au premier tour, Le Pen arrive en tête avec 22,16 % des suffrages exprimés, suivi par Jacques Chirac 11,36 % qui a fait ex ego avec Lionel Jospin.
  - Au second tour, on peut noter que même si la grande majorité a voté pour la droite parlementaire (67,38 %), le score du Front National (32,62 %) reste bien supérieur à la moyenne nationale.
- Les élections de 2007 :
  - En 2007, au premier tour, Ségolène Royal arrive en tête avec 24,15 % des suffrages exprimés, elle est suivie par François Bayrou (21,61 %), par Jean-Marie Le Pen (18,22 %) et par Nicolas Sarkozy (16,53 %).
  - Au second tour, elle arrive également en tête avec 55,13 % des suffrages exprimés, contre 44,87 % pour Nicolas Sarkozy.

Le résultat de l'élection présidentielle de 2012 dans cette commune est le suivant :
| Candidat       | Candidat                    | Premier tour | Premier tour | Second tour | Second tour |
| Candidat       | Candidat                    | Voix         | %            | Voix        | %           |
| -------------- | --------------------------- | ------------ | ------------ | ----------- | ----------- |
|                | Eva Joly (EÉLV)             | 13           | 5,06         |             |             |
|                | Marine Le Pen (FN)          | 74           | 28,79        |             |             |
|                | Nicolas Sarkozy (UMP)       | 35           | 13,62        | 93          | 40,26       |
|                | Jean-Luc Mélenchon (FG)     | 38           | 14,79        |             |             |
|                | Philippe Poutou (NPA)       | 3            | 1,17         |             |             |
|                | Nathalie Arthaud (LO)       | 2            | 0,78         |             |             |
|                | Jacques Cheminade (SP)      | 0            | 0,00         |             |             |
|                | François Bayrou (MoDem)     | 19           | 7,39         |             |             |
|                | Nicolas Dupont-Aignan (DLR) | 3            | 1,17         |             |             |
|                | François Hollande (PS)      | 70           | 27,24        | 138         | 59,74       |
|                |                             |              |              |             |             |
| Inscrits       | Inscrits                    | 285          | 100,00       | 287         | 100,00      |
| Abstentions    | Abstentions                 | 21           | 7,37         | 36          | 12,54       |
| Votants        | Votants                     | 264          | 92,63        | 251         | 87,46       |
| Blancs et nuls | Blancs et nuls              | 7            | 2,65         | 20          | 7,97        |
| Exprimés       | Exprimés                    | 257          | 97,35        | 231         | 92,03       |

Le résultat de l'élection présidentielle de 2017 dans cette commune est le suivant :
| Candidat    | Candidat                    | Premier tour | Premier tour | Deuxième tour | Deuxième tour |  |
| Candidat    | Candidat                    | Voix         | %            | Voix          | %             |  |
| ----------- | --------------------------- | ------------ | ------------ | ------------- | ------------- |  |
|             | Nicolas Dupont-Aignan (DLF) | 18           | 6,43         |               |               |  |
|             | Marine Le Pen (FN)          | 94           | 33,57        | 125           | 49,02         |  |
|             | Emmanuel Macron (EM)        | 50           | 17,86        | 130           | 50,98         |  |
|             | Benoît Hamon (PS)           | 25           | 8,93         |               |               |  |
|             | Nathalie Arthaud (LO)       | 1            | 0,36         |               |               |  |
|             | Philippe Poutou (NPA)       | 0            | 0,00         |               |               |  |
|             | Jacques Cheminade (SP)      | 1            | 0,36         |               |               |  |
|             | Jean Lassalle (RES)         | 7            | 2,50         |               |               |  |
|             | Jean-Luc Mélenchon (LFI)    | 53           | 18,93        |               |               |  |
|             | François Asselineau (UPR)   | 1            | 0.36         |               |               |  |
|             | François Fillon (LR)        | 30           | 10,71        |               |               |  |
|             |                             |              |              |               |               |  |
| Inscrits    | Inscrits                    | 330          | 100,00       | 330           | 100,00        |  |
| Abstentions | Abstentions                 | 44           | 13,33        | 54            | 16,36         |  |
| Votants     | Votants                     | 286          | 86,67        | 276           | 83,64         |  |
| Blancs      | Blancs                      | 4            | 1,40         | 19            | 6,88          |  |
| Nuls        | Nuls                        | 2            | 0,70         | 2             | 0,72          |  |
| Exprimés    | Exprimés                    | 280          | 97,90        | 255           | 92,39         |  |

#### Élections législatives
Élections de 2002 : au premier tour, le candidat DVG Jean Crépinge arrive en tête, avec 25,60 % des suffrages, il est suivi par le candidat UMP Jean-François Chossy (25,00 %), par le FN représenté par Noëlle Guichard (21,43 %) et par le PS représenté par Martine Chani (17,86 %). Au second tour, la candidate PS, Martine Chani recueille 50,75 % des suffrages, face à Jean-François Chossy qui recueille 49,25 % des suffrages.
Élections de 2007 : lors du premier tour et unique tour, Jean-François Chossy est en tête avec 35,54 % des suffrages, suivi par la PRG représenté par Lucien Moullier (19,88 %)

#### Élections européennes de 2004 et de 2009
Élections de 2004 : Michel Rocard (PS) arrive en tête avec 36,45 % des voix, il est suivi par Jean-Luc Bennahmias (Les Verts) (11,21 %), Jean-Marie Le Pen (FN) et Françoise Grossetête (UMP) (9,35 %), Thierry Cornillet (UDF) (6,54 %) et Patrick Louis (MPF) (3,74 %).
Élections de 2009 : Michèle Rivasi (Europe Écologie) arrive en tête avec 25,55 % des voix, elle est suivie par Jean-Marie Le Pen (FN) (15,33 %), Vincent Peillon (13,87 %), Françoise Grossetête (UMP) (10,22 %), Jean-Luc Bennahmias (MoDem) (7,30 %), et Marie-Christine Vergiat (FDG) (8,76 %).

#### Élections locales

##### Élections régionales
Élections de 2004 : au premier tour, Jean-Jack Queyranne (PS) arrive en tête, avec 32,43 % des suffrages, il est suivi par Bruno Gollnisch (FN) (32,43 %) et par Anne-Marie Comparini (UMP-DVD) (14,86 %). Au second tour, Jean-Jack Queyranne (PS) est de nouveau en tête, avec 58,6 % des voix, il est suivi par Bruno Gollnisch (FN) (23,57 %) et par Anne-Marie Comparini (UMP-DVD) (17,83 %).
Élections de 2010 : au premier tour, Bruno Gollnisch (FN) arrive en tête avec 32,88 % des suffrages, il est suivi par Jean-Jack Queyranne (PS) (14,38 %) et par Françoise Grossetête (UMP) (10,27 %). Au second tour, Jean-Jack Queyranne (PS) arrive en tête avec 49,70 % des suffrages exprimés, il est suivi par Bruno Gollnisch (FN) (28,99 %) et par Françoise Grossetête (UMP) (21,3 %).

##### Élections cantonales
Élections cantonales de 2004 : au premier et unique tour, Laurent Troussieux (DVG) arrive en tête, avec 46,63 % des suffrages exprimés, face à Bernard Fournier (UMP) (37,42 %).

### Liste des maires
| Période  | Période  | Identité        | Étiquette | Qualité                                 |
| -------- | -------- | --------------- | --------- | --------------------------------------- |
| 1983     | 2009     | Michel Simand   |           |                                         |
| 2009     | mai 2020 | Annie Grégoire  | SE        | Employé (secteur privé), réélue en 2014 |
| mai 2020 | En cours | Christian Jouve |           |                                         |

## Démographie
Les habitants sont appelés les Abrienais.

L'évolution du nombre d'habitants est connue à travers les recensements de la population effectués dans la commune depuis 1876. Pour les communes de moins de 10 000 habitants, une enquête de recensement portant sur toute la population est réalisée tous les cinq ans, les populations de référence des années intermédiaires étant quant à elles estimées par interpolation ou extrapolation. Pour la commune, le premier recensement exhaustif entrant dans le cadre du nouveau dispositif a été réalisé en 2006.

En 2022, la commune comptait 483 habitants, en évolution de +11,03 % par rapport à 2016 (Loire : +1,32 %, France hors Mayotte : +2,11 %).
| 1876 | 1881 | 1886 | 1891 | 1896 | 1901 | 1906 | 1911 | 1921 |
| ---- | ---- | ---- | ---- | ---- | ---- | ---- | ---- | ---- |
| 610  | 605  | 615  | 593  | 618  | 630  | 613  | 587  | 509  |

| 1926 | 1931 | 1936 | 1946 | 1954 | 1962 | 1968 | 1975 | 1982 |
| ---- | ---- | ---- | ---- | ---- | ---- | ---- | ---- | ---- |
| 502  | 458  | 414  | 311  | 280  | 257  | 246  | 202  | 181  |

| 1990 | 1999 | 2006 | 2011 | 2016 | 2021 | 2022 | - | - |
| ---- | ---- | ---- | ---- | ---- | ---- | ---- | - | - |
| 186  | 234  | 289  | 398  | 435  | 473  | 483  | - | - |

## Culture locale et patrimoine

### Lieux et monuments
- Église Notre-Dame d'Aboën. Elle est inscrite à l'Inventaire général du patrimoine culturel[25].

### Héraldique
|  | Les armoiries d'Aboën se blasonnent ainsi : Parti : au 1er d'argent à trois fasces de sable, au 2e de sable à trois fasces ondées d'argent. |